# Bonnie and Clyde (chanson)
Pour les articles homonymes, voir Bonnie and Clyde.
Clip vidéo
[vidéo] « Serge Gainsbourg et Brigitte Bardot - Bonnie and Clyde », sur YouTube
[vidéo] « Les Deschiens (parodie) - Bonnie and Clyde », sur YouTube
Pistes de Bonnie and Clyde et Initials B.B.
Bubble Gum
Bonnie and Clyde est une chanson française de pop psychédélique, écrite et composée par Serge Gainsbourg, qui l'enregistre en single en duo avec Brigitte Bardot, extrait de leurs albums Bonnie and Clyde et Initials B.B. de 1968,. Un des grands succès de leurs répertoires respectifs, inspiré du succès du film américain Bonnie et Clyde de 1967, et du célèbre couple de braqueurs-criminels américains des années 1930 Bonnie et Clyde, du gang Barrow (en)  .

## Histoire

Brigitte Bardot, en 1964.

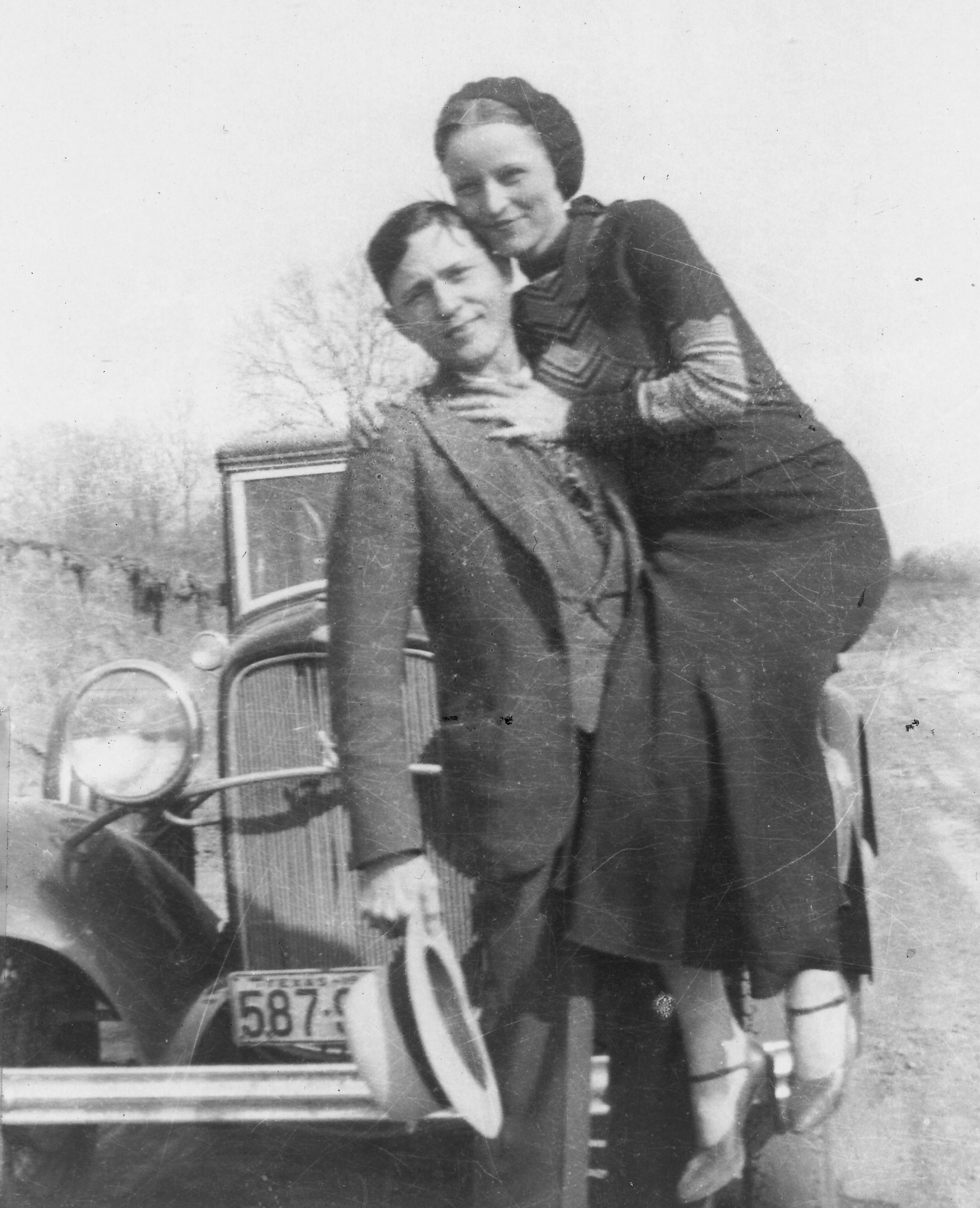
Le couple Bonnie et Clyde, en 1933

Serge Gainsbourg entame en 1967 une relation artistique et amoureuse de couple éphémère avec Brigitte Bardot, pour qui il compose cette chanson ainsi que de nombreux tubes dont Je t'aime… moi non plus, Harley Davidson, Comic Strip, ou encore Initials B.B...
Serge Gainsbourg écrit les paroles parlé-chanté de cette chanson d'amour psychédélique, fatale et sulfureuse, en reprenant d'abord la première strophe du poème de seize strophes The Trail's End (Le Bout du Chemin) de Bonnie Parker « Vous avez lu l'histoire de Jesse James, comment il vécut, comment il est mort, ça vous a plu hein, vous en demandez encore, eh bien, écoutez l'histoire de Bonnie and Clyde, alors voilà, Clyde a une petite amie, elle est belle et son prénom c'est Bonnie, à eux deux ils forment le gang Barrow, leurs noms, Bonnie Parker et Clyde Barrow... ». Bonnie Parker remit ce poème à sa mère Emma lors d'une réunion de famille le 6 mai 1934 (dernière fois où elles se voyaient) à qui elle demande de le publier après sa disparition.
Le couple d'amants maudits ultra médiatisé de l'époque Bonnie et Clyde est abattu ensemble, dans leur voiture en Louisiane en 1934, criblés de 150 impactes de balles de pistolets mitrailleurs et de fusils à pompe par la police américaine, en tant que couple d'ennemi n°1 des États-Unis, accusés de nombreux braquages et de 14 meurtres en série en trente mois. Emma Parker distribue alors le poème de sa fille à plusieurs journaux, publié sous le titre « The Story of Bonnie and Clyde » (L'Histoire de Bonnie et Clyde). La chanson se termine par la mort fatale de Clyde Barrow et Bonnie Parker, comme la jeune femme l'annonce de manière inévitable dans la dernière ligne de son poème.

## Clip
Le couple Serge Gainsbourg et Brigitte Bardot interprètent leur chanson en jouant les rôles de Bonnie and Clyde dans une de leur planque, dans un décor de vieille grange américaine.

## Fiche artistique
- Arrangements et direction musicale : Michel Colombier
- Éditeur : Melody Nelson Publishing

## Bonnie and Clydeen album
- 1968 : Bonnie and Clyde
- 1968 : Initials B.B.
- 1980 : Gainsbourg... et cætera - Enregistrement public au Théâtre Le Palace
- 1986 : Gainsbourg Live
- 1989 : Le Zénith de Gainsbourg
- 2001 : I Love Serge
- 2011 : From Gainsbourg to Lulu, de  Lulu Gainsbourg en duo avec Scarlett Johansson
- 2016 : Gainsbourg & Co

## Reprises et adaptations
- 1968 : L'Histoire de Bonnie and Clyde, interprétée par Johnny Hallyday et Sylvie Vartan, album  Jeune Homme[6].
- 1994 : La mélodie est samplée par MC Solaar dans sa chanson Nouveau Western sur l'album Prose combat, ainsi que par le groupe britannique Renegade Soundwave, qui l'utilisa sur son titre Renegade Soundwave sorti la même semaine que Nouveau Western.
- 2007 : repris par Kylie Minogue dans sa chanson Sensitized sur l'album X. Ce sample est aussi utilisé dans la chanson Fin de Journée de Joke sur l'album Kyoto (2012).
- 2008 : Bonnie & Clyde, interprétée par Giddle Partridge et Boyd Rice.
- 2013 : parodie de Philippe Duquesne et Lorella Cravotta, des Deschiens[7].
- 2018 : Les Enfoirés (Josiane Balasko et Patrick Timsit) album Les Enfoirés 2018 : Musique !

## Au cinéma et télévision
- 2002 : Laurel Canyon, de Lisa Cholodenko
- 2007 : Rush Hour 3, de Brett Ratner, avec Jackie Chan
- 2010 : Gainsbourg (vie héroïque), de Joann Sfar[8]
- 2013 : Mad Men, série américaine, dans l'épisode 4 To Have and to Hold) de la saison 6
- 2018 : L'Ombre d'Emily, de Paul Feig.
- 2019 : The Act, série télévisée, chanson présente à plusieurs.